# Wiatr puelche
Wiatr puelche (wiatr ze wschodu) – wiatry fenowe w Chile wiejące na zachodnich stokach Andów.
Termin też jest czasami używany na określenie bryzy lądowej w Chile.